# Mustelinae
Mustelinae é uma subfamília de Mustelidae, mas que tem sua validade contestada visto alguns autores considerarem esse clado como polifilético.

## Espécies viventes de Mustelinae
Subfamília Mustelinae
- Gênero Arctonyx
  - Arctonyx collaris
- Gênero Eira
  - Eira barbara - irara
- Gênero Galictis
  - Galictis vittata
  - Galictis cuja
- Gênero Gulo
  - Gulo gulo
- Gênero Ictonyx
  - Ictonyx striatus
  - Ictonyx libycus
- Gênero Lyncodon
  - Lyncodon patagonicus
- Gênero Martes
  - Martes americana
  - Martes flavigula
  - Martes foina
  - Martes gwatkinsii
  - Martes martes
  - Martes melampus
  - Martes pennanti
  - Martes zibellina
- Gênero Meles
  - Meles anakuma
  - Meles leucurus
  - Meles meles
- Gênero Mellivora
  - Mellivora capensis
- Gênero Melogale
  - Melogale everetti
  - Melogale moschata
  - Melogale orientalis
  - Melogale personata
- Gênero Mustela
  - Mustela africana
  - Mustela altaica
  - Mustela erminea
  - Mustela eversmannii
  - Mustela felipei
  - Mustela frenata
  - Mustela itatsi
  - Mustela kathiah
  - Mustela lutreola
  - Mustela lutreolina
  - Mustela nigripes
  - Mustela nivalis
  - Mustela nudipes
  - Mustela putorius
    - Mustela putorius furo

  - Mustela sibirica
  - Mustela strigidorsa
  - Mustela subpalmata
- Gênero Neovison
  - Neovison vison
  - Neovison macrodon †
- Gênero Poecilogale
  - Poecilogale albinucha
- Gênero Taxidea
  - Taxidea taxus
- Gênero Vormela
  - Vormela peregusna